# Buster (urządzenie)

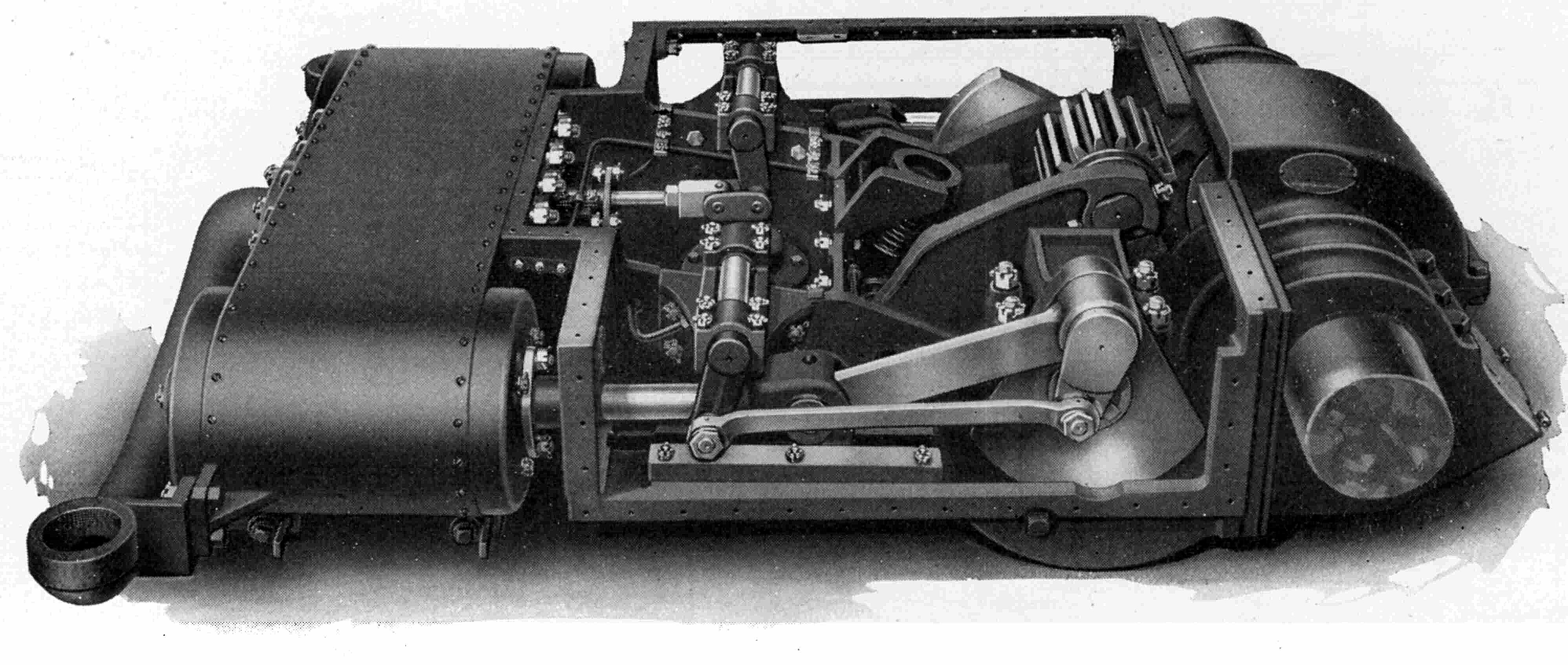
Dodatkowy silnik parowozu włączany tylko przy dużym obciążeniu

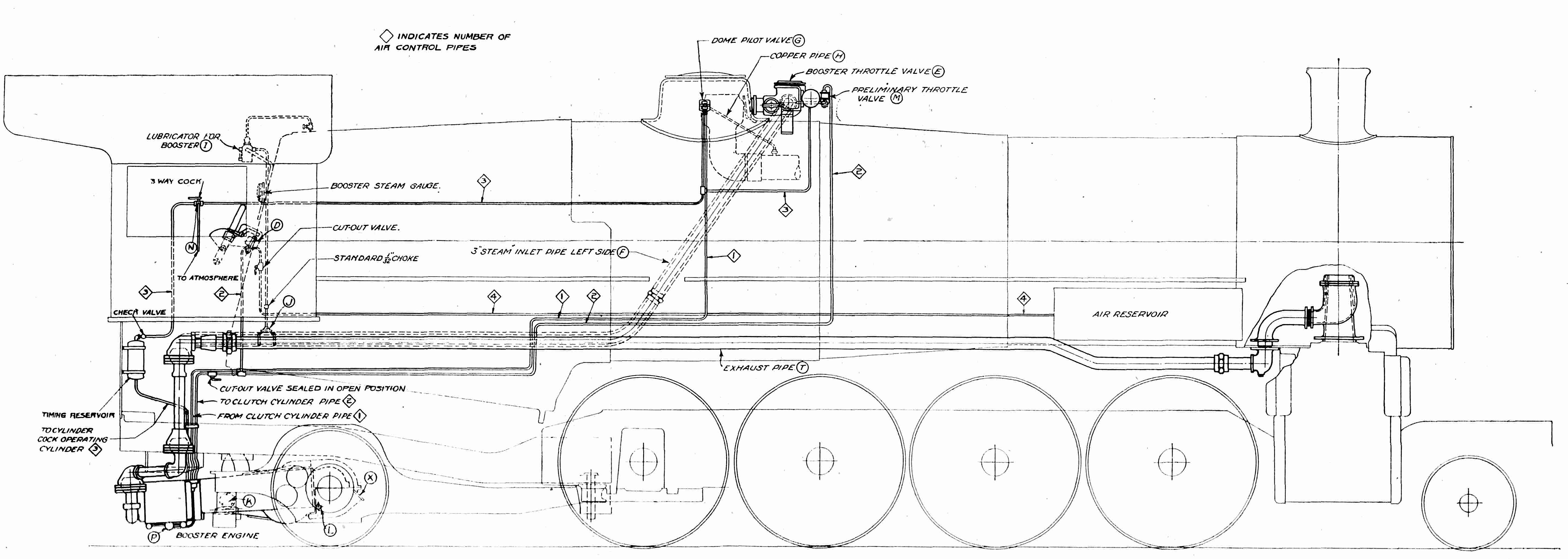
Buster napędzający oś tylnego wózka parowozu

Buster (z ang. booster) – rodzaj urządzenia wspomagającego, które umożliwia czasowe zwiększenie efektu działania danej maszyny. Urządzenie to jest najczęściej wykorzystywane w momencie rozruchu maszyny bądź urządzenia, aby pokonać znaczne siły bezwładności.
W parowozie to dodatkowa, dwucylindrowa maszyna parowa, napędzająca przez przekładnię zębatą oś wózka przy dużym obciążeniu i małej prędkości. Przy większych prędkościach od 48 km/h napęd jest wyłączany. Czasem napędza drugą oś wózka za pomocą wiązarów.